# Världsmästerskapet i handboll för damer 1978
Världsmästerskapet i handboll för damer 1978 spelades i det dåvarande Tjeckoslovakien under perioden 30 november-10 december 1978. Östtyskland vann turneringen före Sovjetunionen och Ungern.   

## Inledande omgång

### Grupp A
| Nr | Lag         | S | V | O | F | GM | IM | MS  | P |
| -- | ----------- | - | - | - | - | -- | -- | --- | - |
| 1  | Östtyskland | 3 | 3 | 0 | 0 | 57 | 35 | +22 | 6 |
| 2  | Jugoslavien | 3 | 2 | 0 | 1 | 58 | 40 | +18 | 4 |
| 3  | Rumänien    | 3 | 1 | 0 | 2 | 43 | 41 | +2  | 2 |
| 4  | Sydkorea    | 3 | 0 | 0 | 3 | 45 | 77 | −32 | 0 |

| Hemma \ Borta | Socialistiska federativa republiken Jugoslavien | Rumänien | Sydkorea | Östtyskland |
| Jugoslavien   | —                                               | 16–14    | 28–21    | —           |
| Rumänien      | —                                               | —        | 20–12    | —           |
| Sydkorea      | —                                               | —        | —        | —           |
| Östtyskland   | 15–14                                           | 13–9     | 29–12    | —           |

### Grupp B
| Nr | Lag             | S | V | O | F | GM | IM | MS  | P |
| -- | --------------- | - | - | - | - | -- | -- | --- | - |
| 1  | Tjeckoslovakien | 3 | 3 | 0 | 0 | 62 | 28 | +34 | 6 |
| 2  | Sovjetunionen   | 3 | 2 | 0 | 1 | 61 | 37 | +24 | 4 |
| 3  | Nederländerna   | 3 | 1 | 0 | 2 | 60 | 52 | +8  | 2 |
| 4  | Algeriet        | 3 | 0 | 0 | 3 | 14 | 80 | −66 | 0 |

| Hemma \ Borta   | Algeriet | Nederländerna | Sovjetunionen | Tjeckoslovakien |
| Algeriet        | —        | —             | —             | —               |
| Nederländerna   | 26–4     | —             | —             | —               |
| Sovjetunionen   | 23–5     | 28–21         | —             | —               |
| Tjeckoslovakien | 31–5     | 20–13         | 11–10         | —               |

### Grupp C
| Nr | Lag          | S | V | O | F | GM | IM | MS  | P |
| -- | ------------ | - | - | - | - | -- | -- | --- | - |
| 1  | Ungern       | 3 | 3 | 0 | 0 | 75 | 40 | +35 | 6 |
| 2  | Polen        | 3 | 2 | 0 | 1 | 58 | 52 | +6  | 4 |
| 3  | Västtyskland | 3 | 1 | 0 | 2 | 51 | 50 | +1  | 2 |
| 4  | Kanada       | 3 | 0 | 0 | 3 | 32 | 74 | −42 | 0 |

| Hemma \ Borta | Kanada | Polen | Ungern | Västtyskland |
| Kanada        | —      | —     | —      | —            |
| Polen         | 28–16  | —     | —      | 16–15        |
| Ungern        | 26–10  | 21–14 | —      | 23–15        |
| Västtyskland  | 20–6   | —     | —      | —            |

## Placeringsmatcher

### Spel om sjunde- till niondeplats
| Nr | Lag           | S | V | O | F | GM | IM | MS | P |
| -- | ------------- | - | - | - | - | -- | -- | -- | - |
| 7  | Rumänien      | 2 | 2 | 0 | 0 | 35 | 26 | +9 | 4 |
| 8  | Östtyskland   | 2 | 1 | 0 | 1 | 27 | 27 | 0  | 2 |
| 9  | Nederländerna | 2 | 0 | 0 | 2 | 36 | 45 | −9 | 0 |

| Hemma \ Borta | Nederländerna | Rumänien | Östtyskland |
| Nederländerna | —             | —        | —           |
| Rumänien      | 25–19         | —        | 10–7        |
| Östtyskland   | —             | 20–17    | —           |

### Spel om första- till sjätteplats
| Nr | Lag             | S | V | O | F | GM | IM  | MS  | P |
| -- | --------------- | - | - | - | - | -- | --- | --- | - |
| 1  | Östtyskland     | 5 | 4 | 0 | 1 | 82 | 55  | +27 | 8 |
| 2  | Sovjetunionen   | 5 | 4 | 0 | 1 | 75 | 52  | +23 | 8 |
| 3  | Ungern          | 5 | 3 | 0 | 2 | 67 | 73  | −6  | 6 |
| 4  | Tjeckoslovakien | 5 | 2 | 1 | 2 | 72 | 60  | +12 | 5 |
| 5  | Jugoslavien     | 5 | 1 | 1 | 3 | 68 | 71  | −3  | 3 |
| 6  | Polen           | 5 | 0 | 0 | 5 | 50 | 103 | −53 | 0 |

| Hemma \ Borta   | Socialistiska federativa republiken Jugoslavien | Polen | Sovjetunionen | Tjeckoslovakien | Ungern | Östtyskland |
| Jugoslavien     | —                                               | 18–14 | —             | 13–13           | —      | —           |
| Polen           | —                                               | —     | —             | —               | —      | —           |
| Sovjetunionen   | 15–11                                           | 17–5  | —             | —               | 19–13  | 14–12       |
| Tjeckoslovakien | —                                               | 22–7  | 11–10         | —               | 13–14  | —           |
| Ungern          | 14–12                                           | 21–14 | —             | —               | —      | —           |
| Östtyskland     | 15–14                                           | 25–10 | —             | 16–12           | 14–5   | —           |

## Slutställning
| 1  | Östtyskland     |
| 2  | Sovjetunionen   |
| 3  | Ungern          |
| 4  | Tjeckoslovakien |
| 5  | Jugoslavien     |
| 6  | Polen           |
| 7  | Rumänien        |
| 8  | Västtyskland    |
| 9  | Nederländerna   |
| 10 | Sydkorea        |
| 11 | Kanada          |
| 12 | Algeriet        |